# Orthoperus princeps
Orthoperus princeps är en skalbaggsart som beskrevs av Thomas Casey 1900. Orthoperus princeps ingår i släktet Orthoperus och familjen punktbaggar. Inga underarter finns listade i Catalogue of Life.